# Robert Altman
Robert Bernard Altman (ur. 20 lutego 1925 w Kansas City, Missouri, zm. 20 listopada 2006 w Los Angeles) – amerykański reżyser, scenarzysta i producent filmowy. Laureat honorowego Oscara za całokształt twórczości w roku 2006.

## Życiorys
Urodził się w Kansas City (Missouri) jako syn Bernarda „B.C.” Altmana, sprzedawcy ubezpieczeń i Helen Mathews Altman. Był potomkiem jednego z pasażerów na statku Mayflower. Robert i jego dwójka młodszego rodzeństwa cieszyli się wygodnym i stabilnym wychowaniem, w dużej mierze dzięki prowadzeniu ręką matki. Ich ojciec był alkoholikiem, który miał reputację miłośnika romansów i awantur. Matka, Helen Altman, nieco powściągliwa kobieta, przyjęła katolicką wiarę swojego męża, i to ona utrzymywała porządek w domu. Jednak jej najstarsze dziecko od najmłodszych lat wykazywało buntowniczość ojca, a uczęszczanie do lokalnych katolickich szkół podstawowych nie wpływało na jego zachowanie. Podobnie jak jego ojciec, lubił pić i imprezować, a wykazywał poważne zainteresowanie tylko jedną czynnością: oglądaniem filmów.
Uczęszczał do szkół jezuitów. Mimo to, został ateistą. Studiował inżynierię na University of Missouri. W czasie II wojny światowej przez krótki czas był drugim pilotem bombowca B-24. Tuż po wojnie pracował jako dziennikarz i pisał scenariusze do słuchowisk radiowych. W 1947 r. zajmował się realizacją filmów dokumentalnych i instruktażowych w wytwórni Calvin Company. W Paryżu mieszkał przez 10 lat, gdzie zrealizował kilka filmów. Gdy nie kręcił filmów, pracował w teatrze i w operze. W 2006 r. Amerykańska Akademia Sztuki i Wiedzy Filmowej przyznała mu honorowego Oscara za całokształt twórczości.
Zmarł na białaczkę w wieku 81 lat. Zwłoki reżysera zostały skremowane, a prochy rozsypane do morza. Miał pięcioro dzieci z trzema żonami.

## Charakterystyka twórczości
Debiutem filmowym był niskobudżetowy kryminał Młodociani przestępcy (1957). Później realizował filmy dokumentalne oraz telewizyjne między innymi Alfred Hitchcock przedstawia. Pierwszy sukces odnotował reżyserując MASH (1970). W krytyczny sposób przedstawił obraz wojny w Korei. Obnażył głupotę wojskowego reżimu i biurokracji, które prowadzą do absurdu. W tej komedii  wyraźnie wprowadził zasadę zbiorowego portretu: jest wielu bohaterów pierwszoplanowych, a fabuła składa się z dużej ilości wątków. Rozwiązania te Altman wykorzystywał w następnych swoich filmach Nashville (1975), Dzień weselny (1978).Często korzystał z konwencji kina gatunkowego: thrillera Gracz (1992), westernu McCabe i pani Miller (1971), czy kryminału Długie pożegnanie (1973). Burzył jednak konwencję, wprowadzał ton prześmiewczy, aby  podkreślić dramatyczną sytuację bohaterów. Altman stawiał swoją diagnozę, ośmieszał mity, które przeczyły prawdzie.

## Kino
- Młodociani przestępcy (1957) – debiut pełnometrażowy
- The James Dean Story (1957, dokumentalny)
- The Katherine Reed Story (1965, krótki dokument)
- Pot au feu (1965, nowela filmowa)
- Odliczanie (1968)
- Ów chłodny dzień w parku (1969)
- MASH (1970)
- Brewster McCloud (1970)
- McCabe i pani Miller (1971)
- Obrazy (1972)
- Długie pożegnanie (1973)
- Złodzieje tacy jak my (1974)
- Kalifornijski poker (1974)
- Nashville (1975)
- Buffalo Bill i Indianie (1976)
- Trzy kobiety (1977)
- Dzień weselny (1978)
- Kwintet (1979)
- Idealna para (1979)
- Zdrowie (1980)
- Popeye (1980)
- Wróć, Jimmy Deanie (1982)
- Chorągiewki (1983)
- Secret Honor (1984)
- Szalony z miłości (1985)
- O.C. & Stiggs (1987)
- Poza terapią (1987)
- Aria (1987), część Selections from Abaris ou les Boréades
- Vincent i Theo (1990)
- Gracz (1992)
- Na skróty (1993)
- Prêt-à-Porter (1994)
- Kansas City (1996)
- Fałszywa ofiara (1998)
- Kto zabił ciotkę Cookie? (1999)
- Dr T. i kobiety (2000)
- Gosford Park (2001)
- The Company (2003)
- Ostatnia audycja (2006)

## Telewizja
Poniżej przedstawiono wybrane seriale Altmana z lat 50. i 60. XX wieku:
- Alfred Hitchcock przedstawia (serial telewizyjny, 2 odcinki: 1957–1958)
- M Squad (serial, 1 odcinek: 1958)
- The Millionaire (serial, 13 odcinków: 1958–1959)
- Whirlybirds (serial, 20 odcinków: 1958–1959)
- Hawaiian Eye (serial, 1 odcinek: 1959)
- Sugarfoot (serial, 2 odcinki: 1959−1960)
- Troubleshooters (serial, 14 odcinków: 1959−1960)
- U.S. Marshal (serial, 16 odcinków: 1959−1960)
- The Gale Storm Show: Oh! Susanna (serial, 1 odcinek: 1960)
- Bronco (serial, 1 odcinek: 1960)
- Maverick (serial, 1 odcinek: 1960)
- Bonanza (serial, 8 odcinków: 1960–1961)
- The Roaring 20's (serial, 9 odcinków: 1960–1961)
- Lawman (serial, 1 odcinek: 1961)
- Surfside 6 (serial, 1 odcinek: 1961)
- Peter Gunn (serial, 1 odcinek: 1961)
- Route 66 (serial, 1 odcinek: 1961)
- Bus Stop (serial, 8 odcinków: 1961–1962)
- Cain’s Hundred (serial, 1 odcinek: 1962)
- Kraft Mystery Theater (serial, 3 odcinki: 1962)
- The Gallant Men (pilot serialu: 1962)
- Tanner on Tanner (2004)

## Nagrody
- Nagroda Akademii Filmowej 2006: Oscar Honorowy za całokształt twórczości
- Złoty Glob 2001: Najlepszy reżyser za Gosford Park
- Nagroda BAFTA
  - 1993: Nagroda im. Davida Leana za najlepszą reżyserię Gracz
  - 2001: Nagroda im. Alexandra Kordy dla najwybitniejszego brytyjskiego filmu roku za  Gosford Park
- Nagroda na MFF w Cannes
  - 1970: Złota Palma za MASH
  - 1992: Złota Palma dla najlepszego reżysera za Gracza
- Nagroda na MFF w Berlinie
  - 1976: Złoty Niedźwiedź za Buffalo Bill i Indianie
  - 1985: Nagroda Międzynarodowej Federacji Krytyki Filmowej (FIPRESCI) za Secret Honor
  - 2006: Nagroda Specjalna za Ostatnia audycja
- Nagroda na MFF w Wenecji
  - 1993: Złoty Lew za Na skróty
  - 1996: Honorowy Złoty Lew za całokształt twórczości